# Aeroportul Internațional Dunedin
Aeroportul Internațional Dunedin (IATA: DUD, ICAO: NZDN) este un aeroport din Dunedin City⁠(d), Otago, Noua Zeelandă ce deservește zona Dunedin. Aeroportul a fost tranzitat în 2022 de 626.619 pasageri. A fost deschis în 1962 și numit după zona deservită.
Situat la o altitudine de 1 m, aeroportul dispune de 1 pistă.

## Infrastructură

### Piste
Aeroportul dispune de o singură pistă. Pista 03/21 are suprafața de asfalt și dimensiunile 1.900 m × 45 m. 